# Coronie
Districtul Coronie este una dintre cele 10 unități administrativ-teritoriale de gradul I ale statului Surinam. Reședința sa este orașul Totness